# Craig Burley
Craig William Burley (* 24. September 1971 in Ayr, Schottland) ist ein ehemaliger schottischer Fußballspieler.

## Karriere
Craig Burley rückte im Jahr 1989 in den Profikader des FC Chelsea aus London auf, debütierte jedoch erst im April 1991 bei der 0:7-Niederlage gegen Nottingham Forest. Unter Trainer Glenn Hoddle wurde der Schotte Stammspieler und Leistungsträger im Mittelfeld der „Blues“, mit denen er 1997 den FA Cup gewinnen konnte. 1995 wurde er erstmals für die Nationalmannschaft nominiert und gehörte im Folgejahr zum Kader bei der Europameisterschaft.
Chelseas neuer Cheftrainer Ruud Gullit plante nicht mit Burley und verkaufte ihn daher im Sommer 1997 für 2,5 Millionen £ an den schottischen Spitzenklub Celtic Glasgow. Im Celtic-Trikot lief Burley zu absoluter Topform auf und hatte maßgeblichen Anteil am Gewinn der Meisterschaft 1998. Nach seiner Premierensaison wurde er zu Schottlands Fußballer des Jahres gewählt. Im gleichen Jahr fuhr er zur Weltmeisterschaft nach Frankreich, wo er mit seinem Team in der Vorrunde ausschied und er im Gruppenspiel gegen Norwegen das Ausgleichstor erzielte. Im Dezember 1999 kehrte er für drei Millionen £ Ablöse nach England zurück und unterschrieb bei Derby County einen Vierjahresvertrag. Mit dem Club musste er am Ende der Saison 2001/02 in die First Division absteigen.
Zwischen 2003 und 2004 ließ er seine Karriere beim FC Dundee, Preston North End und dem FC Walsall ausklingen. Nach seiner aktiven Zeit wurde Burley Sportexperte bei ESPN und der BBC und arbeitet bei Übertragungen der Premier League. Zudem ist er als Kommentator beim Sportsender ESPN aktiv.

## Trivia
Seit Januar 2015 trägt Burley ein Tattoo mit dem Kopf von Fernando Torres von Atlético Madrid, nachdem er die Wette, dass dieser nicht im Spiel gegen den Stadtrivalen Real Madrid treffen würde, verloren hatte.